# ジェイソン・アールズ
ジェイソン・ダニエル・アールズ（Jason Daniel Earles、1977年4月26日 - ）は、アメリカ合衆国カリフォルニア州サンディエゴ出身の男優である。

## 来歴
2003年に『ザ・シールド ルール無用の警察バッジ』でゲスト出演でデビューし、2006年にはディズニー・チャンネルオリジナルドラマ『シークレット・アイドル ハンナ・モンタナ』のマイリー・サイラス演じるマイリー・スチュワートの兄、ジャクソン・スチュワートとして出演し、『22世紀ファミリー フィルにおまかせ』には2回ゲスト出演した。また、2006年にディズニー・チャンネル ゲームズブルーチーム、2007年と2008年ではレッドチームになった。
2009年には『シークレット・アイドル ハンナ・モンタナ ザ・ムービー』が公開された（日本での公開は2010年2月13日）。

## 出演作品

### テレビドラマ
- マッドTV! MAD TV (2003)　‐　ゲスト
- ザ・シールド ルール無用の警察バッジ The Shield (2003)　‐　ゲスト
- シークレット・アイドル ハンナ・モンタナ Hannah Montana (2006 —)　‐　ジャクソン役
- とび蹴りアチョ〜ズ Kickin' It (2011-) - ルーディ役

### 映画
- アメリカン・パイ in バンド合宿 American Pie Presents: Band Camp (2005)
- シークレット・アイドル ハンナ・モンタナ ザ・ムービー Hannah Montana The Movie (2009)